# Championnat de République dominicaine de football 2015
Navigation
Saison précédente Saison suivante
La saison 2015 du Championnat de République dominicaine de football est la toute première édition de la Liga Dominicana, le championnat de première division en République dominicaine. Les dix meilleures équipes de l'île sont regroupées au sein d’une poule unique où elles s’affrontent à deux reprises. Les quatre premiers se qualifient pour la phase finale du championnat. Il n'y a ni promotion, ni relégation en fin de saison.
C'est le Club Atlético Pantoja qui est sacré cette saison après avoir battu l'Atlántico Fútbol Club en finale. Il s’agit du quatrième titre de champion de République dominicaine de l’histoire du club.

## Les clubs participants
- Cibao Fútbol Club
- Club Barcelona Atlético
- Bauger Fútbol Club
- Atlántico Fútbol Club
- Moca Fútbol Club
- Club Atlético Pantoja
- Delfines del Este
- Atlético Vega Real
- Atlético San Cristóbal
- Universidad Organización y Métodos

## Compétition
Le barème utilisé pour établir le classement est le suivant :
- Victoire : 3 points
- Match nul : 1 point
- Défaite : 0 point

### Saison régulière
| Rang | Équipe                             | Pts | J  | G  | N | P  | Bp | Bc | Diff |
| ---- | ---------------------------------- | --- | -- | -- | - | -- | -- | -- | ---- |
| 1    | Bauger Fútbol Club                 | 40  | 18 | 13 | 1 | 4  | 44 | 22 | +22  |
| 2    | Moca Fútbol ClubT                  | 33  | 18 | 9  | 6 | 3  | 25 | 14 | +11  |
| 3    | Club Atlético Pantoja              | 31  | 18 | 9  | 4 | 5  | 24 | 19 | +5   |
| 4    | Atlántico Fútbol Club              | 29  | 18 | 8  | 5 | 5  | 26 | 17 | +9   |
| 5    | Cibao Fútbol ClubC                 | 29  | 18 | 8  | 5 | 5  | 24 | 23 | +1   |
| 6    | Universidad Organización y Métodos | 25  | 18 | 8  | 1 | 9  | 28 | 32 | -4   |
| 7    | Club Barcelona Atlético            | 22  | 18 | 6  | 4 | 8  | 23 | 26 | -3   |
| 8    | Atlético Vega Real                 | 19  | 18 | 4  | 7 | 7  | 20 | 24 | -4   |
| 9    | Atlético San Cristóbal             | 12  | 18 | 3  | 3 | 12 | 22 | 33 | -11  |
| 10   | Delfines del Este                  | 10  | 18 | 2  | 4 | 12 | 18 | 44 | -26  |

|  | Qualification pour les demi-finales du championnat      |
|  | T : Tenant du titre C : Vainqueur de la Copa Dominicana |

### Demi-finales
| Équipe 1              | Résultat | Équipe 2           | Aller | Retour |
| --------------------- | -------- | ------------------ | ----- | ------ |
| Atlántico Fútbol Club | 2e - 2   | Bauger Fútbol Club | 0 - 1 | 2 - 1  |
| Club Atlético Pantoja | 4 - 2    | Moca Fútbol Club   | 2 - 1 | 2 - 1  |

- Les deux clubs finalistes se qualifient automatiquement pour la CFU Club Championship 2016.

### Finale nationale
| 9 août 2015 | Club Atlético Pantoja             | 2 - 2 | Atlántico Fútbol Club | Stade olympique Félix-Sánchez, Saint-Domingue        |                                                      |
|             | Cabrera 58e (pen.) · De Souza 76e |       | 10e Dine · 84e Arias  | Spectateurs : 10 000 Arbitrage : Juan Carlos Hidalgo | Spectateurs : 10 000 Arbitrage : Juan Carlos Hidalgo |
|             | Tirs au but 3-1                   |       |                       | Spectateurs : 10 000 Arbitrage : Juan Carlos Hidalgo | Spectateurs : 10 000 Arbitrage : Juan Carlos Hidalgo |

## Bilan de la saison
| Championnat de République dominicaine de football 2015 |                                  |
| Champion                                               | Club Atlético Pantoja (4e titre) |
| Coupes et trophées                                     |                                  |
| Vainqueur de la Coupe de République dominicaine 2015   | Cibao Fútbol Club                |
| Qualifications continentales                           |                                  |
| CFU Club Championship 2016                             | Club Atlético Pantoja            |
| CFU Club Championship 2016                             | Cibao Fútbol Club                |
| Promotions et relégations                              |                                  |
| Promus en Liga Dominicana                              | Aucun                            |
| Relégués                                               | Aucun                            |